# Gwénaël Gaussand
Gwénaël Gaussand (Blois, 21 januari 1975) is een Frans bioloog. Hij groeide op in het dorp Saint-Claude-de-Diray, volgde middelbaar onderwijs in Blois en studeerde in Tours en Leiden. Gwénaël Gaussand werkte als promovendus aan de Universiteit Leiden en bij TNO. Vervolgens was hij werkzaam bij de universiteit in Reims (2005-2006) en bij een dochterbedrijf van Avebe (2006-2007). Hij specialiseerde zich als moleculair bioloog en biochemicus.

## Promotieonderzoek
Het promotieonderzoek van Gwénaël Gaussand betrof programmed cell death in planten. Zijn onderzoek werd op 25 april 2007 afgerond met een academische promotie aan de Universiteit Leiden. 

## Persoonlijk
Gwénaël Gaussand maakt sculpturen van keramiek en hij schildert aquarellen. Hij is gehuwd en woont in Veghel.